# Karol Tichy

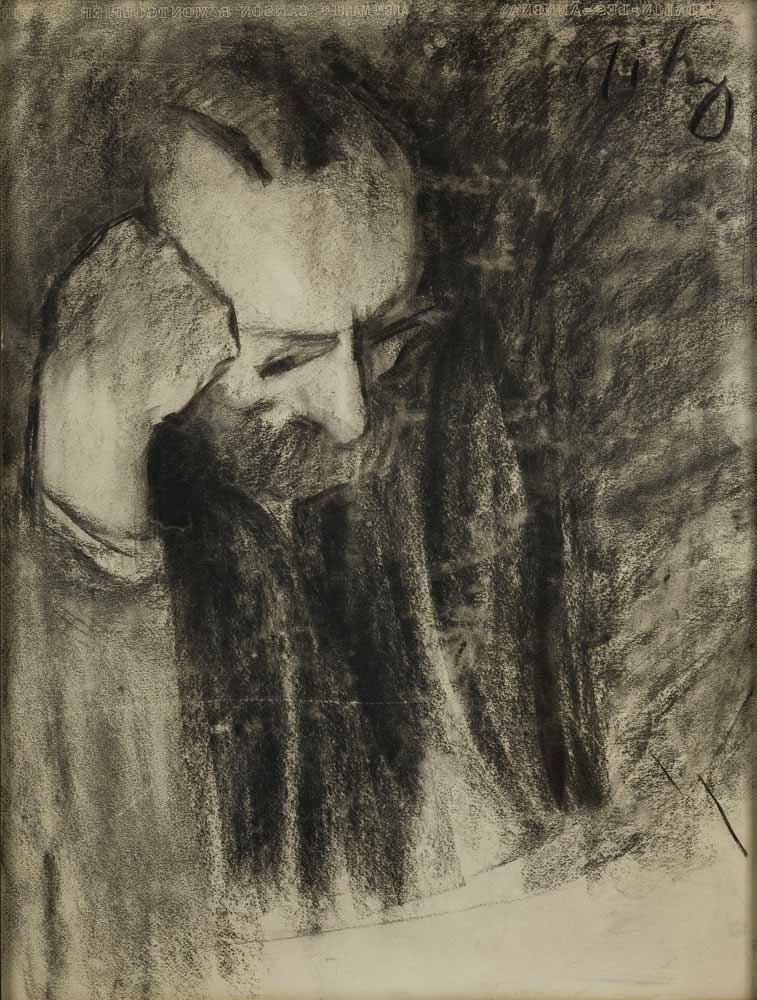
Karol Tichy, Porträt von Feliks Jasieński

Karol Tichy (* 2. Februar 1871 in Bursztyn; † 26. oder 27. November 1939 in Warschau) war ein polnischer Maler.
Tichy studierte an der Schule der Schönen Künste in Krakau, später in München und an der École des Beaux-Arts in Paris. Mit Kazimierz Stabrowski, Xawery Dunikowski, Konrad Krzyżanowski und Ferdynand Ruszczyc gründete er die Schule der Schönen Künste Warschau, an der er ab 1904 unterrichtete. Zu seinem schmalen malerischen Werk zählen Genrestücke (Elegia, um 1905), Porträts (Portret Zofii Jachimeckiej, um 1915), Landschaften sowie Zeichnungen (Kobieta z figurką Światowida). Außerdem entwarf er auch Möbel, Textilien und Keramiken und wirkte als Bühnenbildner. Ein Teil seiner Werke wurde während des Warschauer Aufstandes zerstört.